# Akitu

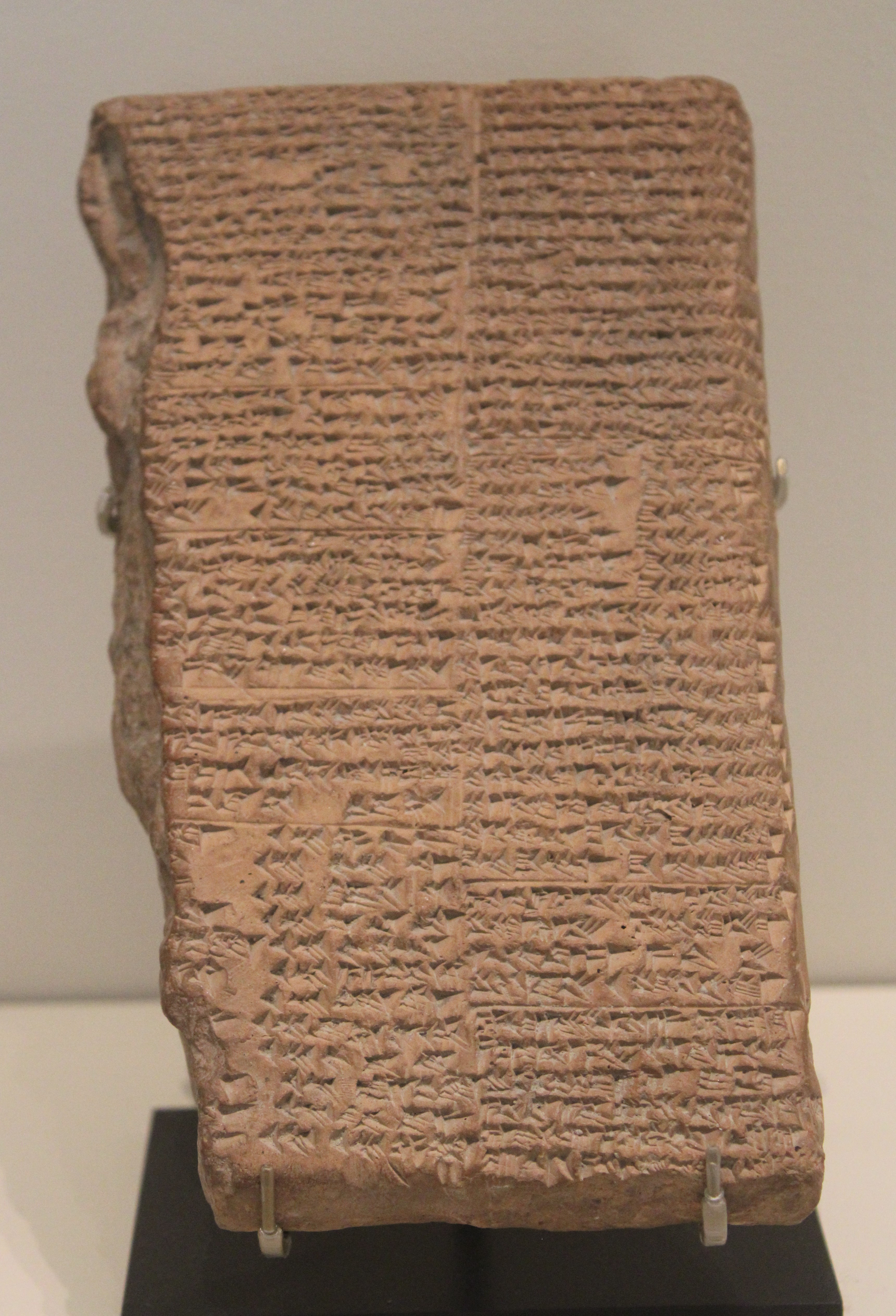
Tablette décrivant le déroulement de la fête-akitu de Babylone, copie de la fin du Musée du Louvre.

Akitu (terme akkadien dérivé du sumérien Á.KI.TI/E) est le nom d'une des fêtes religieuses majeures ayant lieu dans la Mésopotamie antique. Présente dans plusieurs des grandes villes sacrées de cette région, sa version la mieux connue est la grande fête du Nouvel An de Babylone qui avait lieu au début du printemps. Cette fête est probablement liée au cycle agraire à l'origine, commémorant le retour de la nature. Elle est dédiée à la divinité tutélaire de la ville où elle est accomplie.

## Une fête majeure de la Mésopotamie antique
La fête akitu apparaît dans des textes relatifs à plusieurs des villes majeures du pays de Sumer, dans la seconde moitié du IIIe millénaire av. J.-C. Elle est notamment attestée à Ur, Uruk et Nippur. Ur est peut-être la cité d'où est originaire cette fête, qui s'y déroulait alors deux fois dans l'année, aux deux équinoxes. Au IIe millénaire av. J.-C., l'akitu se repère dans un nombre croissant de cités situées au nord de l'ancien pays de Sumer : Babylone, Sippar, Eshnunna, puis plus loin Terqa, Assur et Ninive. Dans la première moitié du Ier millénaire av. J.-C., les grandes villes assyriennes la célèbrent (Assur, Ninive, Kalkhu, Arbelès et Harran), mais c'est à Babylone qu'elle prend le plus d'importance, dans le culte du dieu local Marduk qui est alors élevé au rang de divinité suprême du panthéon mésopotamien.
Si l'akitu ne pouvait se dérouler en raison de troubles, cela était considéré comme la conséquence d'une malédiction divine et un désastre pour la ville et le royaume. Cette fête se retrouve encore dans des textes d'Uruk à l'époque séleucide.

## Le déroulement de l'akitude Babylone
La fête akitu la mieux connue est celle de Babylone, où elle se déroulait lors du Nouvel An et revêtait une importance particulière, en tant qu'expression de la puissance du dieu local Marduk, de son rôle dans le renouvellement de la nature au début du printemps, et de son rôle de véritable souverain du royaume et de pourvoyeur de la royauté au roi humain qui n'était que son représentant sur terre. Le déroulement et la symbolique de la fête suivent ceux de l'Enuma Elish (Épopée de la Création) texte mythologique affirmant la suprématie de Marduk, faisant de lui le roi des dieux et le créateur du monde selon la théologie babylonienne. L'akitu de cette ville est devenue le modèle à suivre dans les villes assyriennes et même dans d'autres de Mésopotamie, où des bit akiti (« maison de l'akitu », temple expressément dédié à ce rituel) avaient été construits, et où elles célébraient les divinités tutélaires locales.
La fête se déroulait à Babylone, le premier de l'An (le premier jour du mois de Nisan, c'est-à-dire mars-avril). Au premier jour, on ouvre les portes du temple du dieu (Esagil). Le deuxième jour, le grand prêtre de Marduk (appelé « grand frère ») se lave dans les eaux sacrées du fleuve (l'Euphrate) et demande les faveurs du dieu pour son peuple et son pays. Au troisième jour, il fait forger deux statuettes, une en cèdre, l'autre en tamaris. Le jour suivant, au matin, le prêtre récite une prière au dieu dans le temple qu'il bénit ensuite. Le soir du même jour, il récite l'Enuma Elish à son dieu. Le lendemain, on purifie le temple puis on sacrifie un bélier qui est ensuite jeté dans le fleuve, emportant les péchés de la ville avec lui. À Babylone, la statue de Nabû, fils de Marduk vient de la ville voisine de Borsippa pour se rendre aux festivités. Le soir, le roi entre en scène. Il se rend au temple où il remet ses insignes au grand prêtre qui ensuite l'humilie devant le dieu pour assurer le pardon des péchés de son peuple. Cette journée, probablement la plus importante du rituel, se clôt par le sacrifice d'un taureau. Le sixième jour, les deux statuettes conçues le troisième jour sont brûlées devant Nabû, elles aussi pour emporter avec elle les mal commis du peuple. Les informations concernant les deux jours suivants nous manquent. Le neuvième jour, le roi se rend dans le temple et il installe la statue du dieu (donc le dieu lui-même), avec celles d'autres divinités, dans une chapelle spéciale. Cette assemblée est ensuite conduite le long de la Voie Processionnelle jusqu'au bit akitu, un temple dédié à ce rituel, où les dieux restent deux jours avant de retourner dans le temple du dieu, et décider du « destin du pays ». La journée s'achève par un banquet. Le douzième jour, les dieux qui s'étaient rendus à la fête du Nouvel An rentrent dans leur ville.
C. Ambos a montré qu'un autre rituel appelé akitu a lieu à l'automne. Son déroulement diffère du premier, mais il comprend également un rite d'humiliation symbolisant la perte de statut du roi, par son enfermement dans une hutte en roseau durant une nuit.